# Rhipsalis pilocarpa
Rhipsalis pilocarpa (Loefgr.) A. Berger – gatunek roślin z rodziny kaktusowatych. Pochodzi z Brazylii ze stanów: Rio de Janeiro i São Paulo. W naturalnym środowisku jest rzadki, porasta gałęzie drzew w wilgotnych lasach tropikalnych lub fragmenty skalne. Uprawiany jest w Europie od 1904, najpierw w Anglii, kiedy to przywieziono do Royal Botanic Kew Gardens w Londynie pierwszy egzemplarz. Polecany jest wraz z innymi gatunkami rodzaju Rhipsalis przez Holenderską Radę Roślin Ozdobnych jako roślina o potwierdzonych właściwościach relaksacyjnych.

## Morfologia
Sukulent. Z innymi rhipsalisami łączy go podobny ołówkowaty wygląd pędów oraz zwieszający się pokrój. Jako jedyny (ang. Hairy Stemmed Rhipsalis, tłum. Włochate Łodygi Rypsalis, Włochaty Rypsalis, Owłosiony Rypsalis) spośród rhipsalisów, pokryty jest włoskami przypominającymi delikatne ciernie wyrastające kępkami z malutkich areoli. Pędy w kształcie ołówkowato-wałeczkowatym o średnicy około 3 mm. W dobrych warunkach roślina wytwarza kwiaty 2-3 razy w roku, najczęściej zimą i powtórnie latem. Kwiaty na końcach pędów, pojedyncze, dzwonkowate, szeroko otwarte od 1,5 do 2,5 cm szerokości, biało-kremowe z różowymi przebarwieniami na brzegach płatków i często z czerwonymi przebarwieniami w centrum tuby, pachnące. Owoce – kuliste, czerwone jagody, pokryte podobnie jak pędy, szczeciniastymi włoskami, zawierające czarne nasiona, pojawiają się po okwitnięciu rośliny.

## Uprawa
Łatwy i niewymagający w uprawie kaktus epifityczny. Znosi zarówno bezpośrednie działanie słońca jak i suszę. Najlepiej jednak rośnie w rozproszonym świetle spryskiwany czasem wodą dzięki czemu wytwarza więcej korzeni powietrznych. Roślina rozmnaża się bardzo łatwo przez sadzonki lub wysiew nasion. Wystarczy odciąć pędy i umieścić w wodzie lub posadzić od razu w wilgotnym podłożu. Po kilku tygodniach nastąpi dobre ukorzenienie się oraz wypuszczanie nowych pędów. Wysiane nasiona kiełkują w ciągu 1 tygodnia.

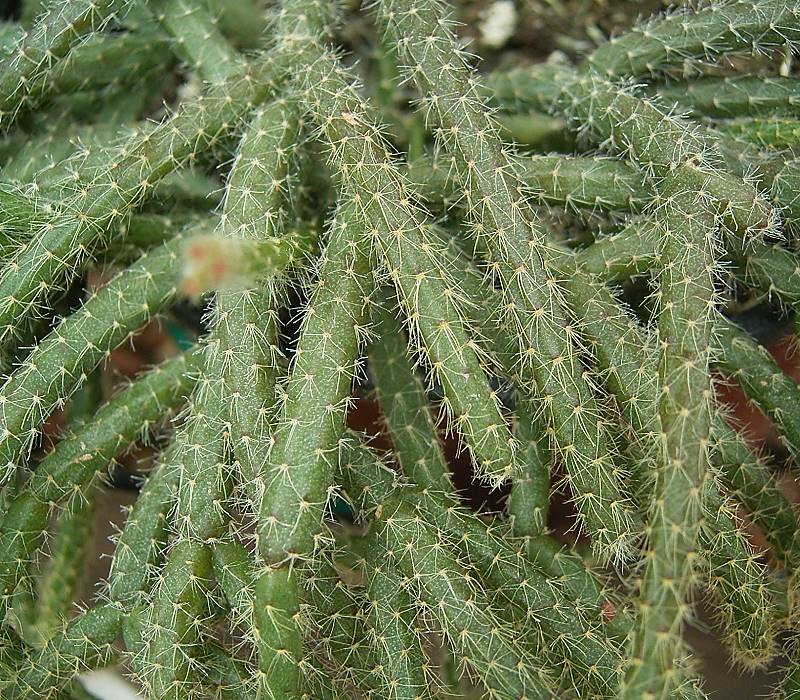
Rhipsalis pilocarpa